# Texel (ovelha)
Texel é uma raça é originária da Holanda. Sua rusticidade é proveniente de sua seleção que se deu em meio úmido e impróprio para ovelhas de lã. 

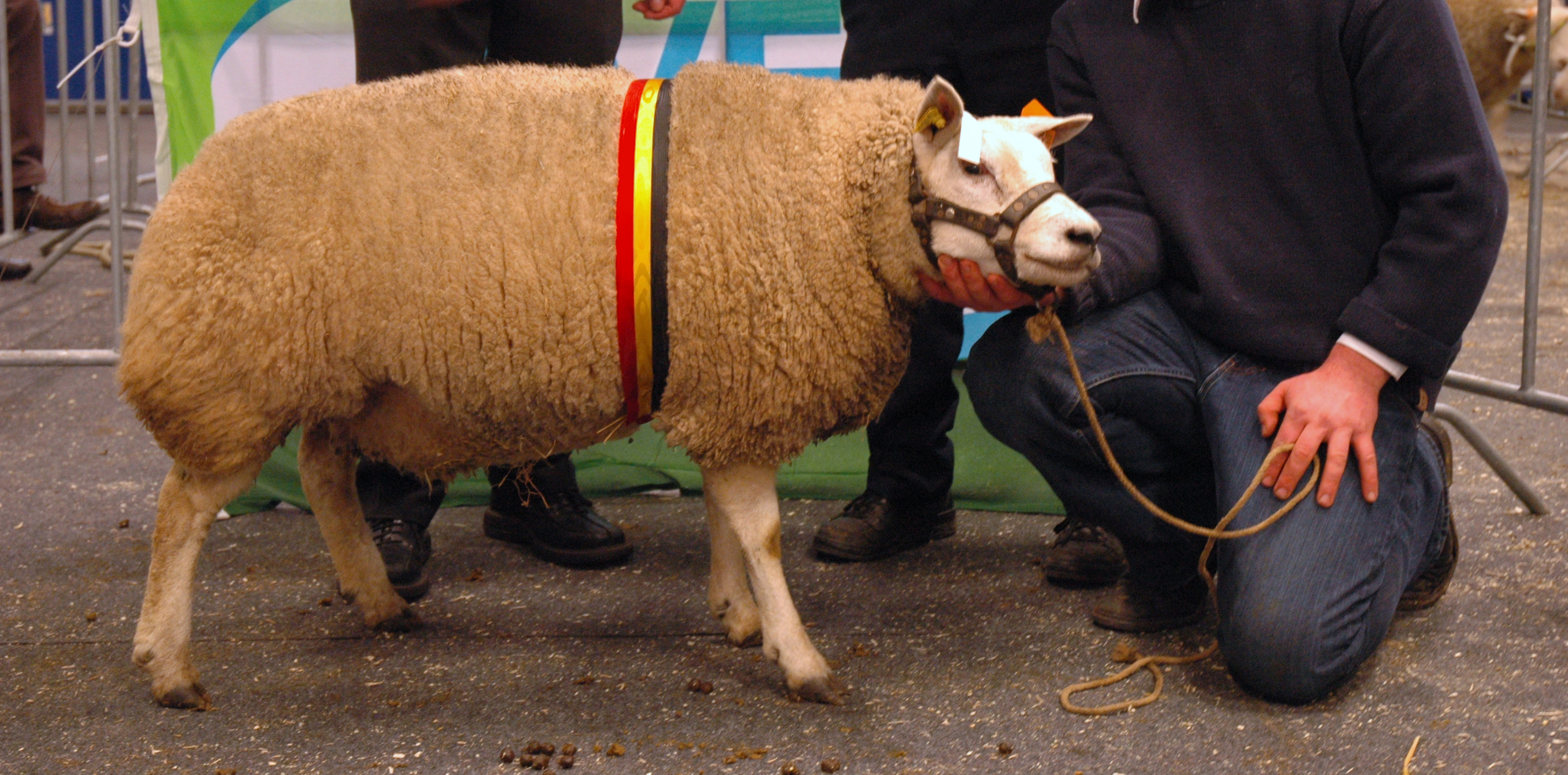
Texel

## Características
Cabeça é desprovida de lã, narinas pretas, possui pescoço curto mas ainda assim proporcional ao corpo. Possui corpo harmonioso, musculoso de peito amplo. Pernil musculoso, desprovidos parcialmente de lã, cascos pretos.
Possui excelente capacidade leiteira. Uma característica da raça Texel é a incidência de gêmeos.
A ovelha Texel é considerada, pelo criadores, melhor raça para criação com fins de abate, visto que o macho atinge com facilidade o peso de 100 kg e as fêmeas 80 kg. Também possui ótima proporção carne/gordura, em que o ovino pode ser abatido durante um maior espaço de tempo sem que ocorra prejuízo quanto a qualidade da carne.